# NaNoMoRaL
NaNoMoRaL（ナノモラル）は、日本の男女2人組の音楽ユニット。ミニマリング・スタジオ所属。

## 概要
アイドルグループ・あヴぁんだんど、エモクルスコップで活動していた雨宮未來とエモクルスコップのプロデュースを担当していた梶原パセリちゃんにより結成。
元々は雨宮のソロユニットとして活動する予定だったのが、2018年3月9日に開催されたデビューライブ「ナノモラルハジマル」（新宿NINE SPICES）で梶原が前面に出てパフォーマンスしたことが好評だったため、2人組ユニットとして活動することになった。
結成当初は事務所には所属しておらずフリーで活動していたが、2019年12月、ミニマリング・スタジオ所属となった。
2022年3月、オーディションイベント『Go To STARDOM』で優勝。

## メンバー
- 雨宮 未來（あまみや みく、7月12日生まれ）
  - ヴォーカル
  - 静岡県出身
  - 2014年7月に結成されたあヴぁんだんどのメンバー「小日向 夏季」（こひなた なつき）としてデビュー。2016年12月卒業[6]。
  - 2017年3月、エモクルスコップ結成とともに、「雨宮未來」に改名。2018年1月卒業。
  - 吉田豪、南波一海（のちに「親戚のお兄ちゃん」に変更[7]）、嶺脇育夫を「東京のお父さん」として慕っている[8]。

- 梶原 パセリちゃん（かじわら パセリちゃん、1月8日生まれ）
  - ヴォーカル、コーラス、マニピュレーター、プロデューサー
  - 愛媛県出身
  - 2009年5月、2人組ユニット「パローネポッピー」結成[9]。2013年8月、新メンバー加入により「パローネとポッピー」に改名[10]。
  - 「梶原侑矢」から2013年5月「梶原パーク」に改名[11]。同年9月「梶原パセリちゃん」に改名[12]。

## 作品

### 配信限定シングル
| 発売日         | タイトル           | レーベル             |
| -------------- | ------------------ | -------------------- |
| 2022年3月21日  | エンドエンドロール | nano record          |
| 2023年4月7日   | ハナムケ           | minima light records |
| 2023年10月21日 | どうしよ/きせき    | minima light records |

### デモCD
- 「人間やるのやめた」（2018年4月1日）
- 「春になる」（2018年9月21日）
- 「げろれろる」（2019年1月13日）
- 「唖然呆然」（2019年8月12日）

### 雨宮未來ソロ
- 「嘘つきかくれんぼっち」（2018年1月28日）※NaNoMoRaL結成前
- 「セミ・リタイア」（2018年7月14日）
- 「ヘンリー」（2018年11月24日）
- 「にこにこどーなつ」（2019年10月3日）

## ライブ
- NaNoMoRaL 1st Anniversary OneMAN LIVE「たちまち」（2019年3月31日、新宿Motion）
- NaNoMoRaL Acoustic LIVE「いんたあぷりていしょん」（2019年6月7日、新宿dues）
- NaNoMoRaL ONEMAN LIVE「oneone oneone」（2019年11月11日、渋谷WWW）
- NaNoMoRaL 2nd Anniversary「set,kachi」（2020年3月29日、2019年コロナウイルス感染症の影響のためTSUTAYA O-nest→渋谷Gladに会場変更したが延期）
- NaNoMoRaL ONEMAN LIVE「otomore」（2020年12月16日、LIQUIDROOM）
- NaNoMoRaL ONEMAN LIVE「ペオプレ」（2021年4月17日、浅草花やしき 花劇場）

## 出演

### ウェブテレビ
- 猫舌SHOWROOM『豪の部屋』（2021年3月23日（雨宮）、2022年5月17日（梶原）、SHOWROOM）
- 矢口真里の火曜The NIGHT（2021年8月18日[13]、2022年1月19日、7月20日[14]、12月21日、12月28日[15]、ABEMA）